# Coín
Pour les articles homonymes, voir Coin.
Ne doit pas être confondu avec Caín de Valdeón.
Coín est une ville de la province de Malaga, Espagne, capitale de la comarque de Valle del Guadalhorce. Elle compte 21 866 habitants[Quand ?].

## Situation
La ville de Coín, située au centre de Valle del Guadalhorce, est limitée territorialement avec Monda, Guaro, Alozaina, Pizarra, Cártama, Alhaurín el Grande et Mijas.
Elle se situe à 30 kilomètres de Marbella et à 33 km de Malaga. Coín est un point stratégique de la province de Malaga, car son exposition la pointe à égale distance de la Costa del Sol, de Antequera et Serranía de Ronda.

## Population
Une importante immigration et une forte natalité de la région ont fortement développé l'urbanisation de la ville de Coín, puisqu'entre 1991 et 2005, la population est passée de 17 900 habitants à 20 116 habitants.

## Histoire

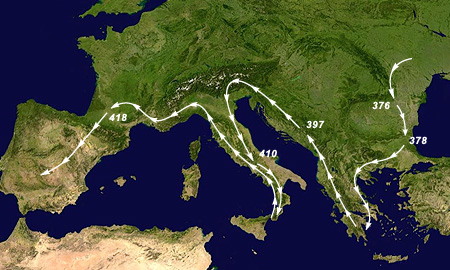
Migration Wisigoth en Espagne

Les premières traces d'hommes vivants dans la région, ont été trouvées par les professeurs chercheurs Fernández, Márquez et Ferrer. Des traces de l'âge de la pierre, période de la préhistoire durant laquelle les humains créèrent des outils en pierre, de fer et de l'âge du bronze, ont été mis au jour sur le site dit "Taller de Ardite".
Deux gisements se trouvant sur la Colline Carranque (Cerro Carranque) et sur la Plaine de la Vierge (Llano de la Virgen), classés comme Patrimoine culturel immatériel, signalent une existence humaine dès l’époque de l'Âge du fer. De nos jours, les fouilles du Cerro del Aljibe et de ses environs, révèlent des vestiges grecs, phéniciens, ibères et romains.
Si la civilisation romaine est amplement représentée par la découverte de nombreux outils, ustensiles et céramiques de cette époque, on ne peut affirmer que la ville de Coín a été, par le passé une cité romaine.
Les fouilles du Cerro de las Calaveras, ont révélé un grand nombre de sépultures populaires, inhumées dans des fosses, datant de l’époque des invasions wisigoths.

## Monuments et lieux touristiques
L'art local, surtout prépondérant avant l’apparition du christianisme, est encore visible dans l’aménagement urbain de la ville, ce qui dévoile le germe culturel de l'actuelle agglomération de Coín. La réhabilitation et la rénovation des vieux quartiers laisse apparaître d'importantes richesses culturelles intéressantes, comme des voûtes décoratives et pilastres de l’époque médiévale. Les principaux monuments sont :
- Église et couvent de Sainte Marie de l'incarnation (Santa María de la Encarnación) ;
- Église de Saint André et l'hôpital de la charité (San Andrés y el Hospital de la caridad) ;
- Église de Saint Jean-Baptiste (San Juan Bautista):
- Ermitage de Notre Dame de la foi (Nuestra Señora de la Fuensanta) ;
- Tour de l'ancien couvent de la Trinité (Trinitarios Calzados).